# Kanton Saint-Denis-Nord-Est
Kanton Saint-Denis-Nord-Est (fr. Canton de Saint-Denis-Nord-Est) je francouzský kanton v departementu Seine-Saint-Denis v regionu Île-de-France. Tvoří ho pouze severovýchodní část města Saint-Denis.